# 陸前高田市立高田東中学校
陸前高田市立高田東中学校（りくぜんたかたしりつ たかたひがしちゅうがっこう）は、岩手県陸前高田市米崎町にある公立中学校。グッドデザイン賞受賞。

## 概要
陸前高田市米崎町、小友町、広田町を校区とする中学校。
2013年4月に陸前高田市立米崎中学校・陸前高田市立小友中学校、陸前高田市立広田中学校との統合が実施され、この高田東中学校ができた。
部活動全員加入制をとっている。
設計・施工のプロセスにおいて生徒や教員、地域住民と幾度ものワークショップを開催し、様々な希望や意見を受け入れた。図書室や多目的ホールをアクセスの良い大きなエントランスに配置することで、地域に開きやすい平面計画とし、広田湾への眺望や周囲の山並みに寄り添うよう、屋根並みはカテナリー状の木造となっている他、鉄筋コンクリートと鉄骨を組み合わせたハイブリッド構造となっている。日本デザイン振興会から2017年度のグッドデザイン金賞を受賞。

## 沿革
- 2013年（平成25年）4月1日 - 高田東中学校開校。

## 校区
- 陸前高田市立米崎小学校、陸前高田市立小友小学校、陸前高田市立広田小学校[2]

## 交通
- JR大船渡線BRT脇ノ沢駅下車 東へ約500m
- 岩手県道38号大船渡広田陸前高田線